# 봉산 강씨

## 본관 이칭
본래 봉산 강씨 (鳳山 姜氏)는 진주 강씨 소감공파의 종파인 대상공파이다
또는 진주 강씨 대상공파의 종파인 참판공파라고도 일컫는다.

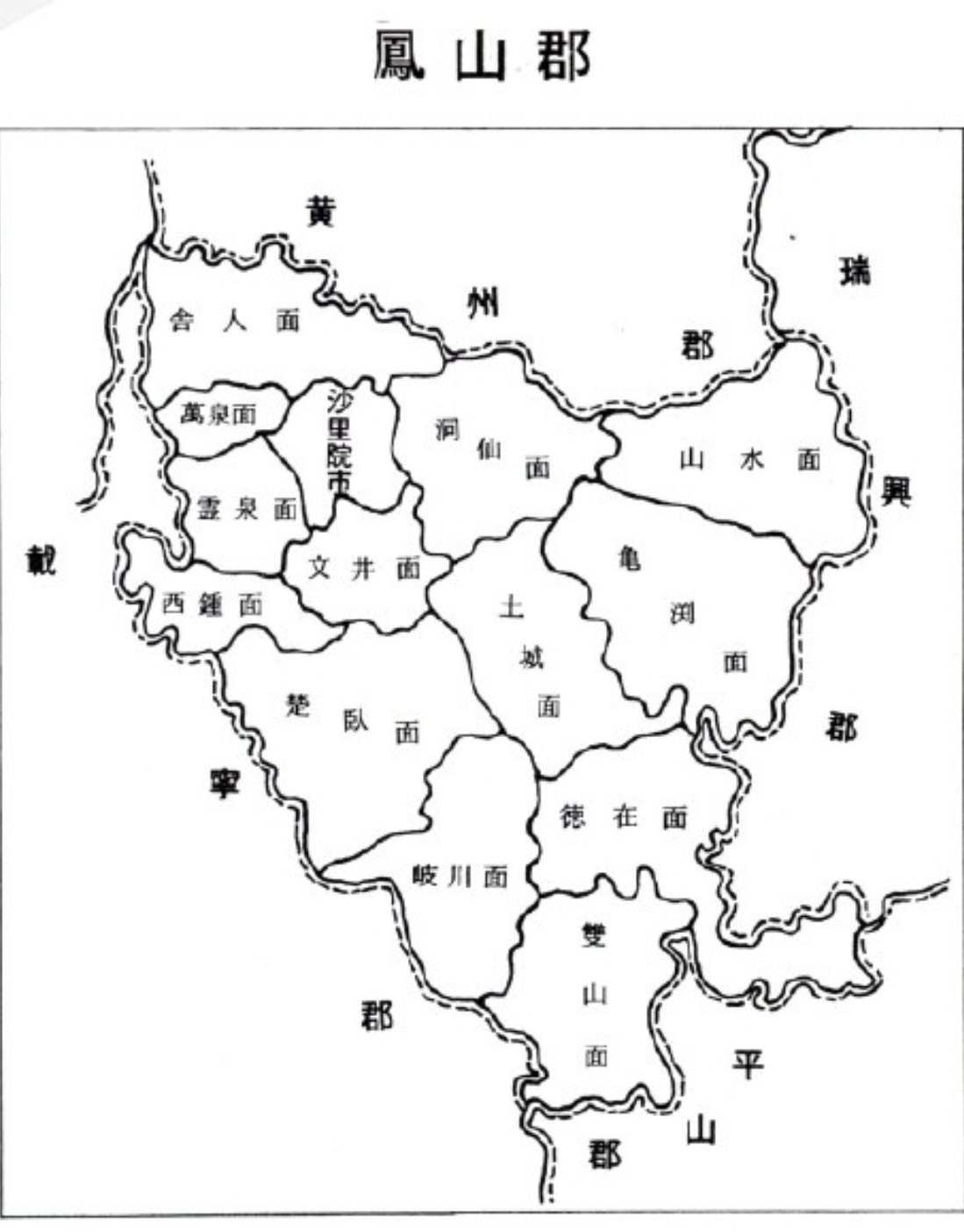
황해도 봉산군 지도

## 역사

### 기원
득성 원시조는 삼황오제 중 한분이신 초대 염제 신농 (강석년, 姜石年)이다.
원시조는 송나라 추촌 황제, 소열무성왕(昭烈武成王) 강상(姜尙)이다.
도시조는 고구려 병마도원수(兵馬都元帥)를 역임한 강이식(姜以式) 대장군이다.
(진주) 득관조는 태중대부 판내의령 (太中大夫判內議令)을 역임한 강진(姜縉)이다.
시조는 박사공·소감공·시중공의 아버지 강창서(姜彰瑞)이다.
중시조는 소감공파(少監公派) 파조 강위용(姜渭庸)이다.
(봉산) 득관조는 고려시대에 벼슬을 지낸 참판공 강중현(姜重賢)이다.

## 계보도

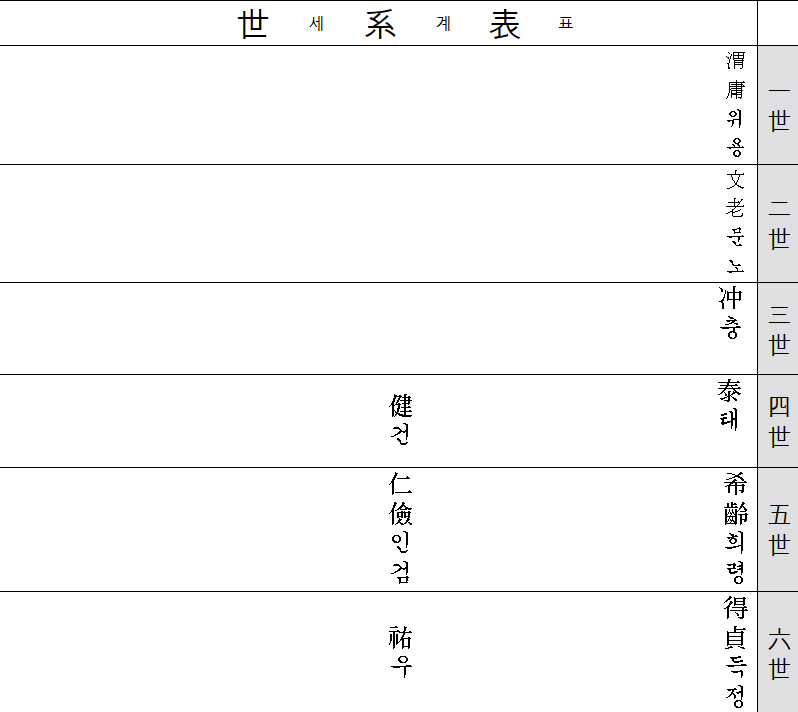

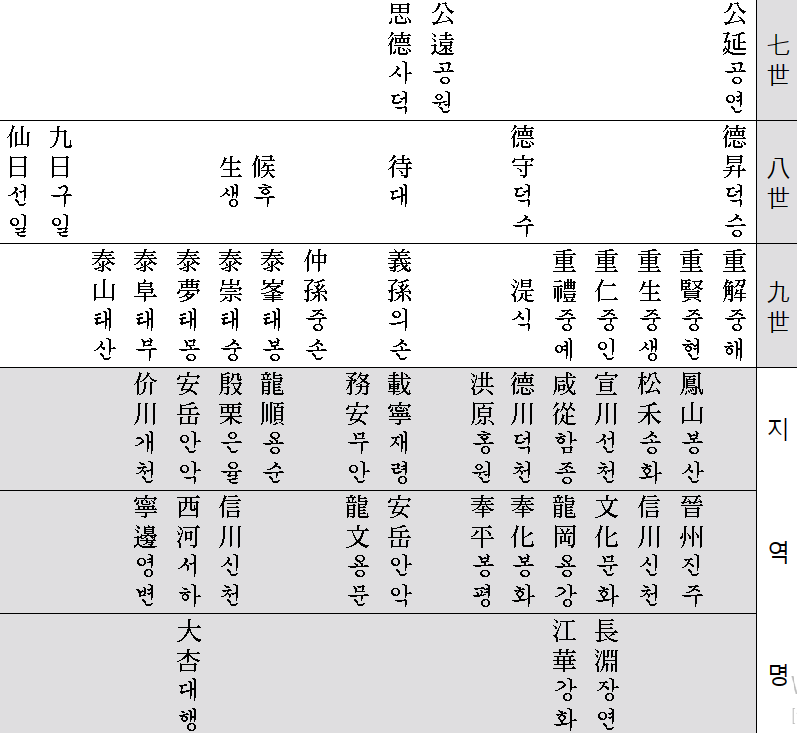
소감공파 계보도

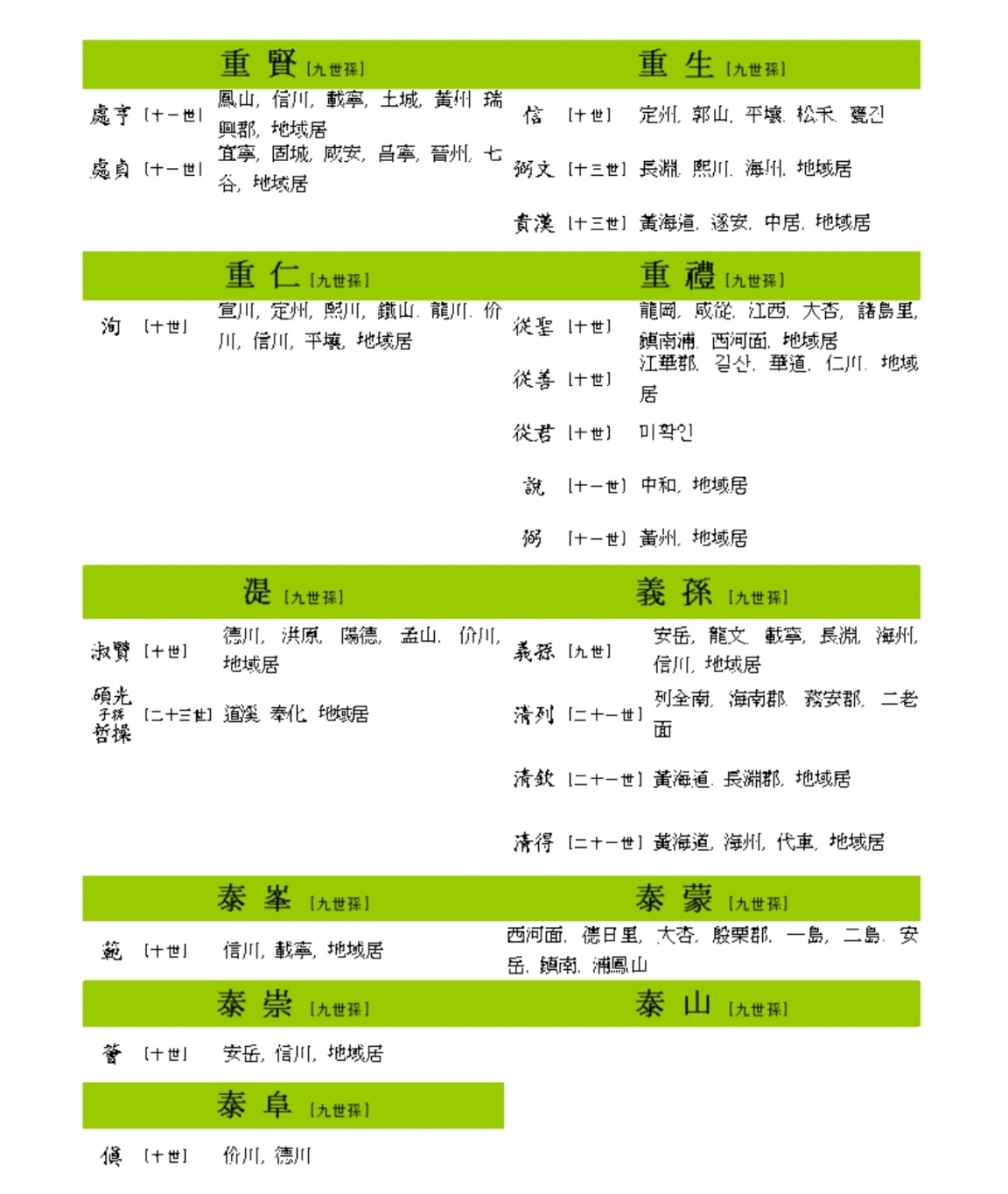
소감공파 지역표 (집성촌)